# Kressmann Taylor
Pour les articles homonymes, voir Taylor.
Kathrine Kressmann Taylor, ou simplement Kressmann Taylor, est une écrivaine américaine d'origine allemande, née à Portland le 19 août 1903 et morte en 1996. Elle est principalement connue pour sa nouvelle épistolaire Inconnu à cette adresse (Address Unknown, 1938) qui relate la correspondance entre un marchand d'art juif vivant à San Francisco et son ami et associé, rentré en Allemagne en 1932, qui adhère progressivement à l'idéologie nazie.

## Biographie
Elle naît en 1903 à Portland, fille de Charles August Kressmann et de Susan Starr Kressmann. Après un diplôme de littérature et de journalisme de l’université d'Oregon,, en 1924, Kathrine Kressmann emménage à San Francisco où elle devient correctrice et rédactrice dans la publicité pour le magasin The Emporium (en). Elle commence à écrire pendant son temps libre, et elle publie à l’occasion dans divers petits magazines littéraires.
En 1928, elle épouse Elliott Taylor, propriétaire d’une compagnie publicitaire. Ils ont trois enfants.
En 1938, la famille déménage à New York. Elle écrit alors en 1938 Inconnu à cette adresse,. Le magazine littéraire Story (en) accepte de publier cette nouvelle. Cependant, l’éditeur Whit Burnett et son époux Elliott Taylor jugent cette histoire « trop forte pour paraître sous le nom d'une femme ». Elle est publiée sous le pseudonyme masculin de Kressmann Taylor, qu’elle utilisa ensuite jusqu’à la fin de sa vie.
Le Reader's Digest accueille à son tour la nouvelle dans ses pages, puis Simon & Schuster le publie sous forme de livre en 1939. 50 000 exemplaires sont vendus. Les éditions étrangères suivent rapidement, incluant une traduction hollandaise plus tard confisquée par les Nazis, et une version allemande sortie à Moscou. Le livre est interdit dans l’Allemagne nazie.
Plus tard, un jeune clerc allemand fuyant la domination nazie se réfugie aux États-Unis. Interrogé par le MI6 et les services de renseignement américains, il fait part de son vœu de raconter son histoire et la réalité du régime d'Hitler. Le FBI arrange une rencontre avec un auteur déjà célèbre pour sa dénonciation du nazisme, Kressmann Taylor. Cet homme devient le héros de Jour sans retour, publié en 1942. Cependant l'attaque de Pearl Harbor précède de peu la sortie du livre, et l’entrée en guerre des États-Unis le fait rapidement oublier.
En 1944, Columbia Pictures produit une adaptation cinématographique d'Inconnu à cette adresse. Le réalisateur est William C. Menzies et Paul Lukas tient le rôle de Martin. Le scénario, écrit par Herbert Dalmas, est également attribué à Kressmann Taylor. Un autre scénario, écrit en russe par David Greener, n’est jamais porté à l'écran.
À partir de 1947, Kathrine Taylor commence à enseigner les sciences humaines, le journalisme et l’écriture à l’université de Gettysburg, en Pennsylvanie. Elle y devient la première femme à posséder le statut de professeur titulaire. Après la mort de son époux en 1953, elle reste 19 ans à Gettysburg. Elle publie alors une dizaine de nouvelles durant cette période, l’une d’elles est sélectionnée pour le prix de la meilleure nouvelle américaine en 1954. Elle consacre aussi son temps à enseigner la littérature et l'écriture romanesque.
Elle prend sa retraite en 1966 et part alors pour Florence, en Italie, où elle écrit Diary of Florence in Flood (Journal de l'année du désastre), inspiré des inondations en novembre de la même année causées par l’Arno.
En 1967, elle épouse le sculpteur américain John Rood (en). Ils vivent une moitié de l’année à Minneapolis, Minnesota, et l’autre moitié à Val de Pea près de Florence. Kathrine Rood garde ce style de vie après la mort de son second époux en 1974.
En 1995, alors qu’elle a 92 ans, Inconnu à cette adresse est réédité (par Story Press) pour fêter le 50e anniversaire de la libération des camps de concentration. La nouvelle est traduite en 20 langues. Le livre sort en France en 1999 et se vend à 600 000 exemplaires. C'est un immense succès. Elle est finalement publiée en Allemagne en 2001, et rééditée en Grande-Bretagne en 2002. En Israël, la traduction en hébreu est un best-seller et est adaptée pour le théâtre. Plus de 100 représentations ont lieu, et la pièce est filmée et diffusée à l’occasion du jour de commémoration de la Shoah.

## Œuvres

### Romans
- 1938 : Inconnu à cette adresse, Paris, Autrement, 1999  (ISBN 978-2-8626-0911-9)
- 1942 : Jour sans retour, Paris, Librairie générale française (LGF), 2003  (ISBN 978-2-2531-5434-1)
- 2008 : Jours d'orage, Paris, Flammarion, 2008  (ISBN 978-2-0812-0805-6)

### Recueils de nouvelles publiés uniquement en France
- Ainsi mentent les hommes, Paris, Autrement, 2004,  (ISBN 978-2-2531-1570-0)
- Ainsi rêvent les femmes, Paris, Autrement, 2006,  (ISBN 978-2-7467-0809-9)

### Récit
- 1967 : Journal de l'année du désastre, 2012, Autrement,  (ISBN 978-2-7467-3145-5)